# Kapela (Bjelovarsko-bilogorska županija)
Kapela (mađarski: Kápolna) je općina u Hrvatskoj, u Bjelovarsko-bilogorskoj županiji.

## Stanovništvo

### Stanovništvo općine
Po popisu stanovništva 2011. godine, općina Kapela je imala 2984 stanovnika.
Po popisu stanovništva iz 2001. godine, općina Kapela imala je 3516 stanovnika, raspoređenih u 26 naselja:
- Babotok – 124
- Botinac – 130
- Donji Mosti – 241
- Gornje Zdelice – 158
- Gornji Mosti – 98
- Jabučeta – 67
- Kapela – 504
- Kobasičari – 212
- Lalići – 38
- Lipovo Brdo – 133
- Nova Diklenica – 154
- Novi Skucani – 202
- Pavlin Kloštar – 169
- Poljančani – 103
- Prnjavor – 28
- Reškovci – 45
- Sredice Gornje – 210
- Srednja Diklenica – 58
- Srednji Mosti – 122
- Stanići – 146
- Stara Diklenica – 70
- Starčevljani – 176
- Stari Skucani – 181
- Šiptari – 85
- Tvrda Reka – 29
- Visovi – 33

### Stanovništvo naselja
- 2001. – 504
- 1991. – 508 (Hrvati – 466, Jugoslaveni – 8, Srbi – 7, ostali – 27)
- 1981. – 563 (Hrvati – 491, Jugoslaveni – 54, Srbi – 11, ostali – 7)
- 1971. – 673 (Hrvati – 618, Jugoslaveni – 26, Srbi – 25, ostali – 4)

## Povijest
Pavlinski samostan Svih Svetih u Strezi (danas Pavlin Kloštar) izgrađen je krajem 14. stoljeća, a napušten već sredinom 16. stoljeća. Bio je jedan od najvećih pavlinskih samostana u središnjoj Hrvatskoj. Potpuno sačuvani Urbar samostana u Strezi iz 1477. jedan je od najznačajnijih izvora za poznavanje feudalnoga uređenja srednjovjekovnoga prostora današnje kontinentalne Hrvatske.

## Gospodarstvo
Kapela je velikom većinom poljodjelski kraj s nešto manjih obrta.

## Poznate osobe
- Ferdo Rusan – pedagog, skladatelj
- Mirko Pereš – vojni zapovjednik poginuo 1993. po kojem je nazvana Osnovna škola u Kapeli
- Ivan Mihalinec – svećenik, franjevac

## Spomenici i znamenitosti
- Crkva sv. Marije Magdalene u Kapeli

## Šport
- NK Bilogora Kapela
- NK Skok Skucani
- NK Hajduk Lipovo Brdo

## Vanjske poveznice
- Stranice općine